# Joseph Lawrence Taylor
Joseph Lawrence Taylor (7 de abril de 1941) é um matemático estadunidense.
Taylor obteve em 1964 um Ph.D., orientado por Pasquale Porcelli, com a tese The structure of convolution measure algebras.
Foi palestrante convidado do Congresso Internacional de Matemáticos em Vancouver (1974).

## Obras
- The structure of convolution measure algebras. Dissertation. The Louisiana State University, 1964. Zusammenfassung in: Transactions of the American Mathematical Society. Band 119, Nr. 1, 1965, S. 150–166, ISSN 0002-9947 (JSTOR).
- Measure algebras (= Conference Board of the Mathematical Sciences, Regional conference series in mathematics. Band 16). American Mathematical Society, Providence, Rhode Island 1973, ISBN 0-8218-1666-7 (Teildigitalisat); Nachdruck: 1979.
- Several complex variables with connections to algebraic geometry and Lie groups (= Graduate studies in mathematics. Band 46). American Mathematical Society, Providence, Rhode Island 2002, ISBN 0-8218-3178-X (Teildigitalisat).
- Complex variables (= Pure and applied undergraduate texts. Band 16). American Mathematical Society, Providence, Rhode Island 2011, ISBN 978-0-8218-6901-7 (mit Bild des Autors auf der Rückseite des Buches, Teildigitalisat).
- Foundations of Analysis (= Pure and applied undergraduate texts. Band 18). American Mathematical Society, Providence, Rhode Island 2012, ISBN 978-0-8218-8984-8.